# مصطفى ديمير
مصطفى دمير هو مهندس معماري وسياسي تركي، ولد في 18 يناير 1961 في طربزون في تركيا. نشط حزبياً في حزب العدالة والتنمية. وقد انتخب عضو في البرلمان التركي.